# Bettadakeshavi, Belur
Bettadakeshavi là một làng thuộc tehsil Belur, huyện Hassan, bang Karnataka, Ấn Độ.